# 자성로
자성로는 부산광역시 동구 좌천삼거리와 남구 문현램프 교차로를 잇는 부산광역시의 도로이다. 전 구간이 부산광역시도 제20호선에 속한다. 자성로라는 이름은 부산진 자성대 앞을 지난다하여 붙여진 이름이다.

## 연혁
- 2009년 7월 8일 : 2개 이상 구·군에 걸쳐 있는 도로로 자성로를 고시[1]

## 주요 경유지
부산광역시
- 동구 - 남구

## 노선
| 이름          | 접속 노선                                                         | 소재지     | 소재지 | 비고                        |
| ------------- | ----------------------------------------------------------------- | ---------- | ------ | --------------------------- |
| 좌천삼거리    | 부산광역시도 제33호선 (관문대로) 부산광역시도 제61호선 (중앙대로) | 부산광역시 | 동구   | 시점                        |
| 자성교        |                                                                   | 부산광역시 | 동구   |                             |
| 자성대 교차로 | 부산광역시도 제7101호선 (범일로)                                  | 부산광역시 | 동구   | 고가도로 승용차만 이용 가능 |
| 자성대 공원   |                                                                   | 부산광역시 | 동구   |                             |
| 범일 교차로   | 자성공원로 조방로                                                 | 부산광역시 | 동구   |                             |
| 범일교        |                                                                   | 부산광역시 | 동구   |                             |
| 남구          |                                                                   | 부산광역시 |        |                             |
| 문현 교차로   | 부산광역시도 제71호선 (우암로) (전포대로)                         | 부산광역시 |        |                             |
| 수영로와 직결 |                                                                   |            |        |                             |

## 주요 건물 및 시설
- 자성대 공원 (부산광역시 동구 자성로 99)